# Етторе Рейнауді
Етторе Рейнауді (італ. Ettore Reynaudi, 4 листопада 1895, Новара — 1968) — італійський футболіст, що грав на позиції півзахисника за «Новару» і «Ювентус». По завершенні ігрової кар'єри — тренер.
Учасник Олімпійських ігор 1920 року у складі національної збірної Італії.

## Клубна кар'єра
У дорослому футболі дебютував 1911 року виступами за команду «Новара» з рідного міста. Згодом також захищав кольори туринського  «Ювентуса», а завершував ігрову кар'єру в «Монці», за яку виступав протягом 1929—1930 років.

## Виступи за збірну
1920 року дебютував в офіційних матчах у складі національної збірної Італії. Того ж року у складі збірної був учасником футбольного турніру на Олімпійських іграх 1920 року в Антверпені, де взяв участь у двох матчах.
Загалом протягом кар'єри у національній команді, яка тривала два роки, провів у її формі 6 ігор.

## Кар'єра тренера
Розпочав тренерську кар'єру, повернувшись до футболу після Другої світової війни, очоливши 1946 року тренерський штаб команди «Вербанія Спортіва» з італійської Серії C.
Згодом повернувся до рідного клубу «Новара», в якому опікувався підготовкою юнаків.
| Дата       | Місто     | Господарі  | Результат | Гості      | Турнір           | Голи | Примітки |
| ---------- | --------- | ---------- | --------- | ---------- | ---------------- | ---- | -------- |
| 13/05/1920 | Генуя     | Італія     | 1 – 1     | Нідерланди | товариський матч | 0    |          |
| 28/08/1920 | Антверпен | Італія     | 2 – 1     | Єгипет     | ОІ-1920          | 0    |          |
| 31/08/1920 | Антверпен | Норвегія   | 1 – 2     | Італія     | ОІ-1920          | 0    |          |
| 6/03/1921  | Мілан     | Італія     | 2 – 1     | Швейцарія  | товариський матч | 0    |          |
| 5/05/1921  | Антверпен | Бельгія    | 2 – 3     | Італія     | товариський матч | 0    |          |
| 8/05/1921  | Амстердам | Нідерланди | 2 – 2     | Італія     | товариський матч | 0    |          |
| Усього     |           | Матчів     | 6         |            | Голів            | 0    |          |